# Toygènes
Ne doit pas être confondu avec Tugen (peuple).

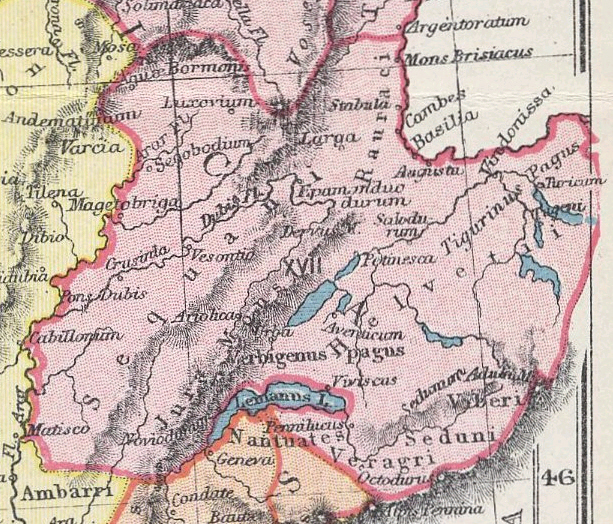
Territoires des Séquanes et des Helvètes : les Tugeni sont localisés par hypothèse au nord-est, près du lac de Zurich. Carte de Samuel Butler, 1907.

Les Toygènes, Tughènes ou Tugènes (en latin Tugeni, en grec ancien Τωυγενοί/Tōygenoí), sont un peuple celte constituant l'une des quatre composantes (pagus) de la confédération des Helvètes. Ils habitaient à l'est du lac de Zurich, dans le Toggenbourg et à l'ouest, dans la région correspondant en gros à l'actuel canton de Zoug.

## Origines
Les Tughènes, selon la terminologie adoptée au XIXe siècle par Amédée Thierry, seraient des Helvètes qui auraient fait partie des peuples Kimris et plus précisément des Kimro-Teutons. Cette terminologie est aujourd'hui dépassée et totalement abandonnée.

## Territoire
Strabon les place au voisinage des Vendéliques et des Rhètes, à proximité d'un grand lac, qui fait office de jonction entre les trois peuples. ce lac n'est pas identifié plus avant dans le texte du géographe grec. Il pourrait s'agir du lac de Constance, de celui de Zurich, qui était alors plus grand qu'aujourd'hui, ou de celui des Quatre-Cantons.
Le même auteur indiquent qu'ils sont partie intégrante des Helvètes, vraisemblablement un pagus de ceux-ci. Les autres sont les Verbigènes et les Tigurins. Selon César, les Helvètes compteraient un quatrième pagus mais le nom de ce dernier n'est pas connu.

## Histoire
Les Toygènes participèrent à la guerre des Cimbres, aux côtés des Cimbres et des Teutons vers -120, comme le décrit Jules Michelet :

« Des peuples jusque-là inconnus aux Romains, des Cimbres et des Teutons des bords de la Baltique, (...) étaient descendus vers le midi. Ils avaient ravagé toute l'Illyrie, battu, aux portes de l'Italie, un général romain, et tourné les Alpes vers l'Helvétie dont les principales populations, Ombriens ou Ambrons, Tigurins et Tughènes (Zug) grossirent leur horde. Tous ensemble pénétrèrent dans la Gaule, au nombre de trois cent mille guerriers ; leurs familles,vieillards, femmes et enfans, suivaient dans des chariots. Au nord de la Gaule, ils trouvèrent d'anciennes tribus cimbriques et leur laissèrent, dit-on, en dépôt une partie de leur butin. Mais la Gaule centrale fut dévastée, brûlée, affamée sur leur passage. Les populations des campagnes se réfugièrent dans les villes pour laisser passer le torrent et furent réduites à une telle disette, qu'on essaya de se nourrir de chair humaine. (...) Les Barbares, enhardis, voulaient franchir les Alpes. ils agitaient seulement pour savoir si les Romains seraient réduits en esclavage ou exterminés. »

Il fallut attendre la bataille de Pourrières en -102 avant Jésus-Christ, pour que Marius puisse enfin battre cette coalition de peuples, qui avaient ravagé entre-temps la péninsule Ibérique.